# Naoki Soma
Naoki Soma (n. 19 iulie 1971) este un fost fotbalist japonez.

## Statistici
| Japonia | Japonia | Japonia |
| An      | Meciuri | Goluri  |
| ------- | ------- | ------- |
| 1995    | 9       | 0       |
| 1996    | 13      | 2       |
| 1997    | 21      | 1       |
| 1998    | 10      | 1       |
| 1999    | 5       | 0       |
| Total   | 58      | 4       |